# Certima paraniebla
Certima paraniebla là một loài bướm đêm trong họ Geometridae.